# 1822年逝世人物列表
下面是1822年逝世的知名人士列表。
1822年逝世人物列表：1月 - 2月 - 3月 - 4月 - 5月 - 6月 - 7月 - 8月 - 9月 - 10月 - 11月 - 12月

## 1月

### 1日
- 約翰·喬治·戈特爾夫·奧恩，普魯士公務員

### 3日
- 約翰·克利斯蒂安·馮·曼利希，德國宮廷畫家和建築總監

### 5日
- 阿爾佈雷希特·喬治·沃爾奇，德國教育家

### 8日
- Dithmar Huisman，荷蘭改革宗神學家和教會歷史學家

### 10日
- 巴蒂爾德·奧爾良，法國公主
- 巴倫特·加迪爾，美國律師和政治家

### 12日
- 約翰·謝弗·馮·萊昂哈德肖夫，奧地利畫家，拿撒勒人
- 約翰·戈特洛布·西努斯·施耐德，德國古典語言學家和科學家

### 13日
- 讓-喬治·西伯（Jean-Georges Sieber），德國血統的法國音樂出版商

### 14日
- 弗朗茨·科貝爾，畫家、蝕刻工和繪圖員

### 15日
- 克利斯蒂安·戈特利布·伯格曼，德國律師和Zittau市長

### 16日
- 伊莉莎白·貝倫貝格，德國銀行家
- 喬治·戈特利布·萊貝雷希特·馮·哈登貝格，德國貴族、樞密院議員、宮廷元帥

### 19日
- 詹姆斯·加勒德，美國政治家
- 威廉·欣德曼，美國政治家

### 20日
- 約翰·克裡斯托夫·艾哈德，德國風景畫家和蝕刻師

### 21日
- 瑪麗·艾梅·盧林，瑞士昆蟲學家
- 約翰·邁克爾·普赫伯格，奧地利布商和共濟會成員

### 22日
- 塞拉斯·貝頓，美國政治家

### 23日
- 康拉德·約翰·馬蒂森，德國商人和銀行家

### 24日
- 亞尼納的阿裡帕夏，歐洲土耳其統治者

### 31日
- 魯道夫·沙多，德國雕塑家

## 2月

### 2日
- 讓-巴蒂斯特·達沃（Jean-Baptiste Davaux），古典作曲家和小提琴家

### 4日
- 讓-巴蒂斯特-賽勒斯-瑪麗-阿德萊德·德·蒂姆布倫·德·蒂姆布羅納，法國將軍

### 5日
- 巴博的約瑟夫·馬里烏斯，德國作家
- 耶利米·豪厄爾，美國政治家
- 格奧爾格·海因里希·格哈德·斯皮爾，德國律師、公務員、歷史學家、作家和出版商
- Tepedelenli Ali Pasha（特佩德倫利阿裡帕夏），阿爾巴尼亞地主和奧斯曼帕夏

### 10日
- 阿尔贝特·卡西米尔，泰申公爵

### 11日
- 讓·諾埃爾·哈雷，法國醫生

### 12日
- 戈特弗里德·馮·古斯，巴伐利亞軍官，馬克斯·約瑟夫騎士勳章

### 15日
- 皮爾斯·巴特勒，美國政治家

### 16日
- 安德列亞斯·烏巴瑟，德國管風琴製造商

### 18日
- 克利斯蒂安·赫爾曼·舍恩，德國律師和不來梅市長

### 19日
- 克利斯蒂安·戈特弗裡德·弗裡德里希·阿斯曼，德國經濟學家和經濟學家

### 20日
- 約翰·斯圖爾特，英國旅行家、哲學家

### 21日
- 丹尼爾·喬治·紐伯恩，特蘭西瓦尼亞的新教主教

### 22日
- 約翰·伊格納茲·沃爾特，波西米亞血統的德國歌手和作曲家

### 23日
- 約翰·馬特烏斯·貝希斯坦，德國博物學家、森林科學家和鳥類學家

### 24日
- 湯瑪斯·庫茨，英國銀行家
- 弗裡德里希·約翰·雅各森，德國律師和作家
- 弗里德里希·祖·索爾姆斯-勞巴赫，Reichshofrat 和普魯士總統

### 25日
- 魯道夫·奧古斯特·弗裡德里希·馮·阿爾文斯萊本，普魯士少將，格拉茨要塞指揮官和西里西亞軍隊督察
- 彼得·弗里德里希·克利斯蒂安·馮·博克，普魯士少將
- 威廉·平克尼，美國政治家、參議員和司法部長

### 26日
- 詹姆斯·懷特希爾，美國政治家

### 27日
- 約翰·博拉斯·沃倫，英國海軍上將
- 約瑟夫·馮·萊特納，哈布斯堡王朝時期的採礦工程師
- 式亭三馬，日本作家

## 3月

### 1日
- 傑克·茹埃特，美國政治家

### 2日
- 弗里德里希·克利斯蒂安·赫爾曼·尤伯，德國作曲家和歌唱家

### 3日
- 蜜雪兒·貝利，義大利神職人員，教廷主教
- 弗朗茨·安東·馮·扎納，奧地利雕塑家

### 4日
- 安東·安瑞斯，德國南非雕塑家

### 6日
- 菲力浦·安德列亞斯·內姆尼奇，德國詞典編纂者、公關人員和律師

### 7日
- 卡洛·卡諾比奧，義大利作曲家和小提琴家
- 恩斯特·弗裡德里希·弗蘭克，德國路德宗神學家

### 8日
- 戈特利布·約瑟夫·馮·曼特菲爾，管家

### 9日
- 愛德華·丹尼爾·克拉克，英國礦物學家和博物學家
- 迦勒·希利爾·帕裡，英國醫生
- 納撒尼爾·史密斯，美國政治家

### 14日
- 卡爾·施洛瑟，埃爾伯費爾德市長

### 15日
- 安東·阿德納，巴伐利亞木製品製造商和貿易商，是巴伐利亞州最古老的木製品製造商和貿易商之一
- 弗里德里希·阿爾伯特·萊塞爾，波蘭建築師

### 16日
- 珍妮·路易絲·亨麗埃特·康潘，瑪麗·安托瓦內特的第一任侍女

### 17日
- 莫里茨·馮·戴克，瑞典騎兵將軍，呂根島的地主

### 19日
- 約翰·路德維希·埃瓦爾德，神學家、教育家和作家
- 弗朗切斯科·豐塔納，義大利紅衣主教
- 瓦倫丁·豪伊，法國盲人教育家
- 約瑟夫·維比奇，波蘭政治家和作家

### 21日
- 弗里德里希·克利斯蒂安·馬蒂亞，德國教育家和古典語言學家，科學作家
- 皮埃爾·彼科特，瑞士新教神職人員和大學講師

### 22日
- 拉索拉耶的約瑟夫，德國地區主任兼國務委員

### 24日
- 約翰·克利斯蒂安·昆特（Johann Christian Quandt the Younger），赫恩胡特神職人員

### 25日
- 勒佈雷希特·蘭道爾，海爾布隆市市長
- 弗里德里希·本傑明·奧西安德，德國產科醫生

### 26日
- 西奧多·格羅特斯，化學家

### 28日
- 魯道夫·撒迦利亞·貝克爾，德國作家、啟蒙家和神學家

### 29日
- 約翰·威廉·海斯勒，德國作曲家和管風琴家
- 傑西·魯特，美國政治家

### 31日
- 萊昂哈德·約翰·貝托爾特，德國新教神學家和大學講師

## 4月

### 3日
- 弗里德里希·賈斯汀·貝爾圖奇，德國出版商和藝術贊助人
- 讓·巴蒂斯特·愛德華·杜普伊，小提琴家、歌手、指揮家和作曲家

### 7日
- 夏洛特·克裡斯汀·威廉明·馮·吉爾薩，洪貝格華倫斯坦修道院院長
- 普拉頓·亞歷山德羅維奇·祖博夫，俄羅斯政治家

### 10日
- 安托萬-約瑟夫-尤拉莉·德·博蒙特·德·奧蒂尚，法國將軍
- 约翰·吉布森，印第安那州州長
- 本傑明·奧爾，美國政治家

### 11日
- 弗里德里希·威廉·赫爾曼，德國律師、德累斯頓市長
- 艾爾馮斯·菲弗，瑞士政客

### 12日
- 卡洛·貝尼尼，義大利羅馬天主教神父和特爾尼主教

### 13日
- 克利斯蒂安·尼特納，皇家宮廷園丁

### 14日
- 埃德蒙·布徹，英國一神論牧師
- 弗里德里希·馮·哈滕貝格，學生和冒名頂替者，約翰內斯·馮·穆勒（Johannes von Müller）的冒名頂替者
- 弗裡德里希·恩斯特·傑斯特，德國林務員和作家

### 15日
- 亞歷克修斯·文森茨·帕裡澤克，捷克天主教神父和多明尼加人、教育家、作家、音樂家和插畫家

### 16日
- 約翰·柯林斯，美國政治家
- 德米特裡·格裡戈里耶維奇·列維茨基，俄羅斯畫家
- 艾倫·馬格魯德，美國政治家

### 18日
- 約翰·奧古斯特·吉塞爾，德國建築師和宮廷建築師

### 19日
- 弗朗茨二世·薩弗·馮·薩爾姆-賴弗沙伊特-克勞特海姆，廓爾克王子主教，紅衣主教
- 亞當·斯托克，德國教育家和歷史學家

### 20日
- 奧格拉·拜倫，拜倫勳爵的私生女
- 威廉·塞洛，無憂宮皇家種植園主。

### 22日
- 威廉·鐘斯，美國政治家

### 25日
- 弗里德里希·威廉·路德維希·馮·克魯斯馬克，普魯士軍官，最後一位中將和特使

### 28日
- 弗裡德里希·克利斯蒂安·勞哈德，德國作家

### 29日
- 赫爾曼·托利烏斯，荷蘭語言學家、歷史學家和法學家

## 5月

### 1日
- 湯瑪斯·弗勞恩洛布，貝爾創始人
- 湯瑪斯·霍伊，英國園丁

### 5日
- 湯瑪斯·卡恩斯，美國政治家
- 沙克·赫爾曼·埃瓦爾德，德國法院官員和公關人員
- 湯瑪斯·特魯克斯頓，美國海軍軍官

### 6日
- 威廉·斯圖爾特，聖大衛主教和阿馬大主教
- 約翰·伊曼紐爾·撒母耳·烏利格，德國絲襪織工

### 8日
- 约翰·斯塔克，美國獨立戰爭將軍

### 9日
- 約翰·彼得·巴赫姆，德國出版商
- 喬治·亞當·霍勒，德國路德宗神學家和讚美詩作家

### 10日
- 保羅·魯菲尼，義大利數學家和哲學家
- Roch-Ambroise Cucurron Sicard，法國神職人員和聾啞教師

### 14日
- 莫里茨·馮·普里特維茨，普魯士中將和地主
- 弗裡德里希·奧古斯特·馮·魯德洛夫，梅克倫堡政府官員和歷史學家
- 詹姆斯·蒂爾頓，美國醫生和政治家

### 16日
- 博納文圖拉·安德列斯，德國神職人員、教育家、大學講師和作家
- 卡爾·朗，德國作家、教育家和雕刻家

### 17日
- 阿尔芒-埃马纽埃尔·迪普莱西·德·黎塞留，法國總理
- 奧古斯特，薩克森-哥達-阿爾滕堡公爵

### 20日
- 約翰·盧德維格·恩格爾哈德·布林克曼，德國林務員和森林法警
- 奧托·法布里修斯，丹麥神職人員、動物學家和語言學家

### 21日
- 塞萊斯丁·奧古斯特·賈斯特，撒克遜和普魯士公務員

### 22日
- 查理斯·列斐伏爾-德斯努埃特，法國騎兵師將軍

### 24日
- 詹姆斯·奧弗斯特裡特，美國政治家

## 6月

### 3日
- 第七代布爾克利子爵托馬斯·布爾克利，英國貴族和政治家
- 勒内·朱斯特·阿维，法國“現代晶體學之父”
- 卡爾·弗裡德里希·萊因哈德·馮·格明根，勃蘭登堡-安斯巴赫大臣，奧登瓦爾德騎士團騎士團團長，帝國騎士團總幹事

### 5日
- 斯蒂芬·肯布爾，英國演員

### 6日
- 卡爾·梅，德國Phelloplastiker（軟木雕刻師）

### 7日
- 阿卜杜·卡爾德隆，厄瓜多爭取獨立反對西班牙的英雄

### 9日
- 約翰·弗里德里希·弗勞恩霍爾茨，紐倫堡的德國藝術收藏家、藝術品轉銷商和出版商

### 13日
- 西爾萬·邁因拉德·澤維爾·德·戈爾貝里，法國地理學家和作家

### 15日
- 第二代奧福德伯爵霍雷肖·沃波爾
- 安德列亞斯·路德維希·克魯格，德國建築師和雕刻師

### 20日
- 約翰·克裡斯托夫·薩克斯（Johann Christoph Sachse），歌德時期的德國作家和圖書管理員
- 歐根·弗裡德里希·海因里希·馮·符騰堡，符騰堡公爵

### 25日
- E·T·A·霍夫曼，德國浪漫主義作家

### 28日
- 克利斯蒂安·路德維希·馮·溫寧，普魯士步兵將軍和勝利步兵團的最後一位團長

### 29日
- 約翰·克利斯蒂安·戈特利布·韋恩斯多夫，德國大學講師和哲學家

### 30日
- 約翰·戈爾克（Johann Goercke），普魯士軍醫和外科醫生
- 約西亞·馬斯特斯，美國律師和政治家

## 7月

### 2日
- 丹麥·維西，非裔美國奴隸和自由鬥士

### 3日
- 約翰·瓦倫丁·埃貝克，海爾布隆造紙商，古斯塔夫·舍弗倫（Gustav Schaeuffelen）的前身

### 5日
- 古斯塔夫·迪德里希·陶貝·馮·奧登卡特，瑞典伯爵，騎兵上尉

### 6日
- 安東·克裡斯托夫·馮·威克德，德國土地擁有者、行政長官和法院官員

### 7日
- 弗里德里希·戈特洛布·恩德勒，德國雕刻師

### 8日
- 珀西·比希·雪莱，英國詩人
- 愛德華·埃勒克·威廉姆斯，英國殖民軍官、日記作家和珀西·比什·雪萊的朋友

### 10日
- 李海因里希，埃伯斯多夫的羅伊斯親王

### 11日
- 湯瑪斯·摩爾，美國政治家

### 14日
- 伊斯特萬·菲舍爾·德·納吉，薩圖馬雷羅馬天主教會主教（薩特瑪，埃格爾大主教）
- 約翰·格哈德·霍夫曼，商人和政治家
- 路德維希·馮·維爾東根，德國林務員和作家

### 15日
- 曼努埃爾·托雷斯，哥倫比亞首任駐美國大使
- 卡爾·奧古斯特·施密德，德國博物學家和神職人員

### 19日
- 卡爾·埃斯彭伯格，德國波羅的海醫生、探險家和探險家
- 路德維希·門策，德國律師和議員
- 約翰·戈特洛布·維爾納，德國音樂總監、管風琴家、歌唱家和作曲家
- 伯查德·海因里希·馮·威奇曼，利沃尼亞作家

### 21日
- Elisabeth zu Fürstenberg，爭取仲介帝國莊園特權的鬥士

### 22日
- 老約翰·克裡斯托夫·施羅瑟，德國管風琴製造商

### 23日
- 科洛雷多-曼斯菲爾德的希羅尼穆斯，聯軍戰爭中的奧地利將軍

### 25日
- 伊格納茲·科爾諾瓦，義大利神父、歷史學家、教育家和詩人

### 26日
- 拉姆多爾的羅勒，德國律師、記者和外交官

### 31日
- 威廉·威奇里，美國政治家

### 日期不詳
- 阿曼德·范德哈根，單簧管演奏家、作曲家和音樂教育家

## 8月

### 1日
- 馬修·里昂，美國政治家

### 4日
- 克利斯蒂安·賈克·彼得森，愛沙尼亞詩人

### 5日
- 皮埃爾·弗朗索瓦·澤維爾·布沙爾，法國軍官，羅塞塔石碑的發現者

### 6日
- 奧古斯特·弗裡德里希·埃爾德曼·馮·克拉夫特，普魯士中將，第11龍騎兵團團長

### 7日
- 魯道夫·克萊納（Rudolf Kleiner），德國行政律師
- 約翰·雅各布·羅希林（Johann Jacob Röchling），商人、市長

### 8日
- 威廉·洛根，美國政治家

### 12日
- 卡蘇里子爵羅伯特·史都華，英國外交大臣（自殺）

### 13日
- 讓-羅伯特·阿甘，數學家

### 14日
- 卡爾·弗朗茨·馮·巴勒斯特雷姆，主要擁有者和企業家
- 詹姆斯·迪克森，英國園藝家、植物學家和真菌學家

### 15日
- 多梅尼科·布陶尼，義大利神職人員和Fabriano e Matelica主教
- 約翰·赫爾曼·約瑟夫·馮·卡斯帕斯·祖·魏斯，科隆總教區副主教和總主教

### 16日
- 阿雷丁的亞當，巴伐利亞政治家

### 17日
- 約翰·洛夫，美國政治家

### 19日
- 让-巴蒂斯特·约瑟夫·德朗布尔，法國天文學家
- 湯瑪斯·范·斯威林根，美國政治家

### 20日
- 克利斯蒂安·考斯勒，符騰堡州首席法警

### 21日
- 保羅·弗林，美國政治家（聯邦黨）

### 22日
- 尼古拉斯·海因里希·佈雷默，德國醫生和私人學者

### 25日
- 威廉·赫歇爾，德國天文學家、音樂家和作曲家

### 31日
- 尼古拉·里甘蒂，義大利神職人員，安科納主教和紅衣主教

## 9月

### 2日
- 阿邦迪奧·伯納斯科尼，瑞士政客

### 4日
- 科洛雷多的瓦茨拉夫約瑟夫，奧地利陸軍元帥

### 7日
- 約瑟夫·讓-巴蒂斯特·阿爾伯特，法國步兵師將軍

### 8日
- 索菲·德·孔多塞，政治活躍的法國沙龍家、女權主義者
- 約瑟夫·卡爾·安布羅施，捷克男高音和作曲家

### 9日
- 約翰·弗朗茨·德·埃斯卡斯·杜·佩魯斯，普魯士少將，法國中將，法國國王路易十八的首席宮廷元帥

### 11日
- 伯恩哈德·格魯特，瑞士企業家、社會改革家和政治家

### 12日
- 克利斯蒂安·卡爾·甘布斯，德國神學家和傳教士

### 15日
- 約瑟夫·舍普夫，奧地利畫家

### 17日
- 路易絲·布拉赫曼，德國作家

### 24日
- 阿基里·埃特納·米查隆，法國畫家

### 25日
- 約翰·亨利·鮑文，美國政治家
- 埃裡克·尼森·維堡，丹麥獸醫和植物學家
- 詹金·懷特塞德，美國政治家

### 26日
- 小朱利奧·加布里埃利，義大利紅衣主教，紅衣主教國務卿

### 27日
- 約翰·戈特爾夫·萊貝雷希特·阿貝爾，德國醫生和藝術收藏家
- 約翰·奧古斯特·海因里希，德國畫家

### 28日
- 邁克爾·伍特基，奧地利畫家

## 10月

### 1日
- 安托瓦內特·坎皮，波蘭歌劇演唱家
- 迪特裡希·約阿希姆·西奧多·昆澤，德國新教神職人員、教育家和歷史學家

### 2日
- 卡爾·安東·馮·阿恩施泰特，普魯士地主和公務員
- 佩德羅·阿加·布斯蒂略，西班牙海軍軍官和解放戰爭中的攝政王，反對拿破崙
- 埃文·尼皮恩（Evan Nepean），英國殖民地公務員和政治家

### 3日
- 弗朗索瓦·佩拉德，法語翻譯、圖書管理員和學者
- 斯蒂芬·馮·斯坦格爾，帕拉蒂尼-巴伐利亞啟蒙思想家、自由主義金融和經濟專家、蝕刻師和繪圖員

### 5日
- 讓-巴蒂斯特·伯頓，法國將軍

### 6日
- 埃利吉烏斯·弗羅門廷，美國羅馬天主教神父;來自路易士安那州的美國參議員

### 7日
- 利博里烏斯·迪德里希·波斯特，不來梅檔案管理員、參議員和市長

### 10日
- 本傑明·斯蒂芬森，美國政治家

### 13日
- 安东尼奥·卡诺瓦，義大利古典主義雕塑家
- 卡爾·弗里德里希·海因里希·馮·德·戈爾茨，普魯士中將兼特使

### 16日
- 伊娃·瑪麗·維格爾，奧地利出生的英國芭蕾舞演員，人稱拉維奧萊
- 約翰·安東·拉默斯多夫，德國宮廷醫生，漢諾威自然歷史學會主席

### 17日
- 羅克斯·戴德勒，德國作曲家
- 路德維希·沃曼，美國政治家

### 18日
- 約翰·埃利亞斯·奧爾弗曼，不倫瑞克少將
- 詹姆斯·賽克斯，美國政治家

### 19日
- 奧古斯特·菲力浦·馮·克羅伊，法國軍隊
- 亞歷山大·馬塞特，瑞士裔英國化學家和醫生
- 喬娜·威廉·特·沃特，荷蘭改革宗神學家和歷史學家

### 20日
- 海因里希·沃斯，德國古典語言學家和翻譯家

### 21日
- 約翰·費迪南德·弗里德里希·恩佩里烏斯，德國大學講師、博物館館長和布倫瑞克法院議員
- 阿奇博爾德·亨德森，美國政治家

### 22日
- 恩斯特·卡西米尔王子 (荷兰)
- 卡爾·約翰·馮·諾姆斯，俄羅斯中校，利沃尼亞地區行政長官和陸軍元帥

### 24日
- 湯瑪斯·布德，美國政治家
- 利奧波德·亞歷山大·馮·沃滕斯萊本，普魯士中將，第59團團長，愛爾福特要塞總督

### 25日
- Antal Csermák，匈牙利作曲家和小提琴家
- 詹姆斯·索爾比，英國博物學家、動物學家和畫家

### 26日
- 馬哈茂德·德拉馬利·帕夏，奧斯曼帝國大臣

### 27日
- 恩斯特·弗裡德里希·奧托·馮·博寧，普魯士中將
- 威廉·朗茲，美國政治家
- 克利斯蒂安·弗裡德里希·戈特利布·施溫克，德國作曲家、鋼琴家和音樂作品出版商

### 29日
- 德克·范·霍根多普，荷蘭將軍和政治家

### 31日
- 賈裡德·英格索爾，美國總統候選人
- 彼得·普吉特，皇家海軍軍官

## 11月

### 2日
- 斐迪南德·奧克森海默，德國演員和鱗翅目動物學家

### 3日
- 約翰·格奧爾格·維寧格（Johann Georg Wieninger），巴伐利亞釀酒商和商人

### 6日
- 克勞德-路易·貝托萊特，法國化學家和醫生

### 8日
- 約翰·奧古斯特·馮·埃肯佈雷歇爾，普魯士炮兵少將

### 10日
- 克利斯蒂安·弗裡德里希·馮·施努勒，德國神學家

### 11日
- 詹姆斯·摩根，美國政治家

### 13日
- 約翰·理查茲，美國政治家

### 14日
- 撒母耳·古德，美國政治家

### 15日
- 弗朗茨·卡爾·希默，德國畫家、劇作家和演員
- 卡爾·馮·諾曼-埃倫費爾斯，符騰堡州少將和菲爾赫勒

### 16日
- 大衛·梅里韋瑟，美國政治家

### 17日
- 弗朗切斯科·詹尼，義大利即興演奏家
- 若阿金·馬查多·德·卡斯特羅，葡萄牙雕塑家

### 18日
- 喬治·傑克遜，美國作曲家
- 安東·泰伯，奧地利作曲家

### 19日
- 海因里希·瑪麗亞·格拉夫，德國羅馬天主教神職人員和政治家
- 曼努埃爾·費爾南德斯·湯瑪斯，葡萄牙法學家和政治家
- 約翰·喬治·特拉勒斯，數學家和物理學家

### 21日
- 喬治·奧古斯特·祖·伊森堡和布丁根，皇家巴伐利亞將軍

### 22日
- 約翰·路德維希·亞歷山大·馮·勞登，奧地利陸軍元帥中尉

### 23日
- 梅薩內利的保羅，巴伐利亞少將

### 24日
- 佐菲亞·波托卡，希臘-波蘭貴族和代理人

### 26日
- 奧古斯特·馮·哈登貝格，普魯士政治家

### 27日
- 約翰·德雷頓，美國政治家
- 約翰·巴普蒂斯特·亨內伯格（Johann Baptist Henneberg），奧地利作曲家、鋼琴家、管風琴家和指揮家

### 28日
- 約翰娜·亨麗埃特·德·邦貝勒斯，黑森-羅滕堡君士坦丁伯爵的第二任妻子
- 巴托洛梅·伊達爾戈，阿根廷詩人
- 弗朗西斯科·安東尼奧·澤亞，哥倫比亞植物學家和政治家

### 30日
- 安東·克利斯蒂安·馮·斯特蘭普夫，普魯士中將

## 12月

### 2日
- 伯恩哈德·阿爾佈雷希特，奧地利畫家

### 4日
- 戈特弗里德·艾特爾·路德維希·馮·漢布拉赫特，奧地利陸軍元帥中尉
- 弗里德里希·馮·施利希特羅爾，德國語言學家、錢幣學家、考古學家和莫札特的第一位傳記作者

### 7日
- 約翰·艾金，英國醫生和作家
- 弗朗茨·約瑟夫·懷辛格，奧地利天主教神學家和歷史學家

### 8日
- 索爾·阿舍爾，德國作家
- 邁克爾·萊布，美國政治家

### 9日
- 卡爾·瓦赫特，德國天主教神職人員和教會法教授

### 13日
- 托馬索·孔卡，義大利古典主義畫家
- 弗朗茨·澤弗·格鮑爾，德國作曲家、指揮家和合唱團指揮

### 17日
- 喬瓦尼·法布羅尼，義大利科學家
- 約翰·瓦倫丁·梅丁格，德國小說家和教科書作家

### 19日
- 塞巴斯蒂安·馮·梅拉德，奧地利帝國陸軍元帥中尉

### 23日
- 弗雷·加旺奧，巴西方濟各會修道士和羅馬天主教會的聖人
- 弗里德里希·森夫特·馮·皮爾薩赫，皇家撒克遜少將

### 24日
- 喬瓦尼·法蘭切斯科·格雷里，羅馬教廷的義大利外交官、教廷主教和里米尼主教

### 25日
- 卡爾·弗里德里希·伯恩哈德·赫爾穆特·馮·霍貝，普魯士中將

### 26日
- 赫爾曼·克裡斯托夫·戈特弗里德·德姆，德國講壇演說家和作家

### 29日
- 阿爾伯特·克裡斯托夫·迪斯，德國畫家和蝕刻師
- 卡達爾的彼得·杜卡，奧地利軍官（Feldzeugmeister）

### 31日
- 吉迪恩·格蘭傑，美國政治家